# Кассіни
Ка́ссіни (рос. Кассины) — присілок у складі Слободського району Кіровської області, Росія. Входить до складу Бобінського сільського поселення.
Населення становить 9 осіб (2010, 6 у 2002).
Національний склад станом на 2002 рік — росіяни 100 %.